# Dubai Tennis Championships 2000
Dubai Tennis Championships 2000 — тенісний турнір, що проходив на кортах з твердим покриттям у місті Дубай, Об'єднані Арабські Емірати з 7 лютого . Належав до категорії ATP International Series.

## Фінальна частина

### Одиночний розряд
Ніколас Кіфер —  Хуан Карлос Ферреро 7–5, 4–6, 6–3

### Парний розряд
Їржі Новак (тенісист) /  Давід Рікл —  Роббі Куніґ /  Петер Трамаккі 6–2, 7–5